# Uldurico Júnior
Uldurico Alencar Pinto (Brasília, 30 de janeiro de 1992), conhecido como Uldurico Júnior, é um político brasileiro filiado ao Movimento Democrático Brasileiro (MDB) da Bahia. Faz parte da terceira geração de políticos em sua família, sendo filho de Uldurico Alves Pinto, ex-deputado federal pela Bahia, e neto de José Alencar Furtado, ex-deputado federal pelo Paraná, além de ser sobrinho de outros dois ex-deputados federais pela Bahia.
Em 2009, concluiu o ensino médio no Colégio Galois, instituição de elite da capital federal.
Em 2014, pelo Partido Trabalhista Cristão, elegeu-se deputado federal pela Bahia, o mais jovem daquelas eleições. Em 2016, se filiou ao Partido Verde e assumiu a liderança do partido na Bahia. Em 2018, na véspera da data limite para troca de partidos antes do pleito daquele ano, Uldurico se filiou ao Partido Pátria Livre. Como deputado federal, votou contra a Reforma Trabalhista de 2017 e, em agosto de 2017, a favor do processo em que se pedia abertura de investigação do presidente Michel Temer.
Em 2018, pelo Partido Pátria Livre, se reelegeu deputado federal com 66.343 votos. Em 2019, por conta da fusão do PPL com o PCdoB, migrou para seu quarto partido, o PROS.